# Зелений Гай (Коростенський район)
Зелений Гай(до 5 серпня 1960 року — Гойч) — село в Україні, у Малинській міській територіальній громаді Коростенського району Житомирської області. Населення становить 19 осіб (2001).

## Населення

### Мова
Розподіл населення за рідною мовою за даними перепису 2001 року:
| Мова       | Кількість | Відсоток |
| ---------- | --------- | -------- |
| українська | 18        | 94.74 %  |
| російська  | 1         | 5.26 %   |
| Усього     | 19        | 100 %    |

## Історія
12 червня 2020 року, відповідно до розпорядження Кабінету Міністрів України № 711-р від 12 червня 2020 року «Про визначення адміністративних центрів та затвердження територій територіальних громад Житомирської області», територію та населені пункти Недашківської сільської ради включено до складу Малинської міської територіальної громади Коростенського району Житомирської області.